# Ismene narcissiflora
Espèce
Ismene narcissiflora une espèce de plantes à fleurs à la famille des Amaryllidaceae. C'est une plante bulbeuse géophyte originaire du centre et du sud du Pérou dans le département de Apurímac, Cuzco à une altitude de 2500-3000 mètres. Ismene narcissiflora est aussi une plante ornementale,.

## Taxonomie

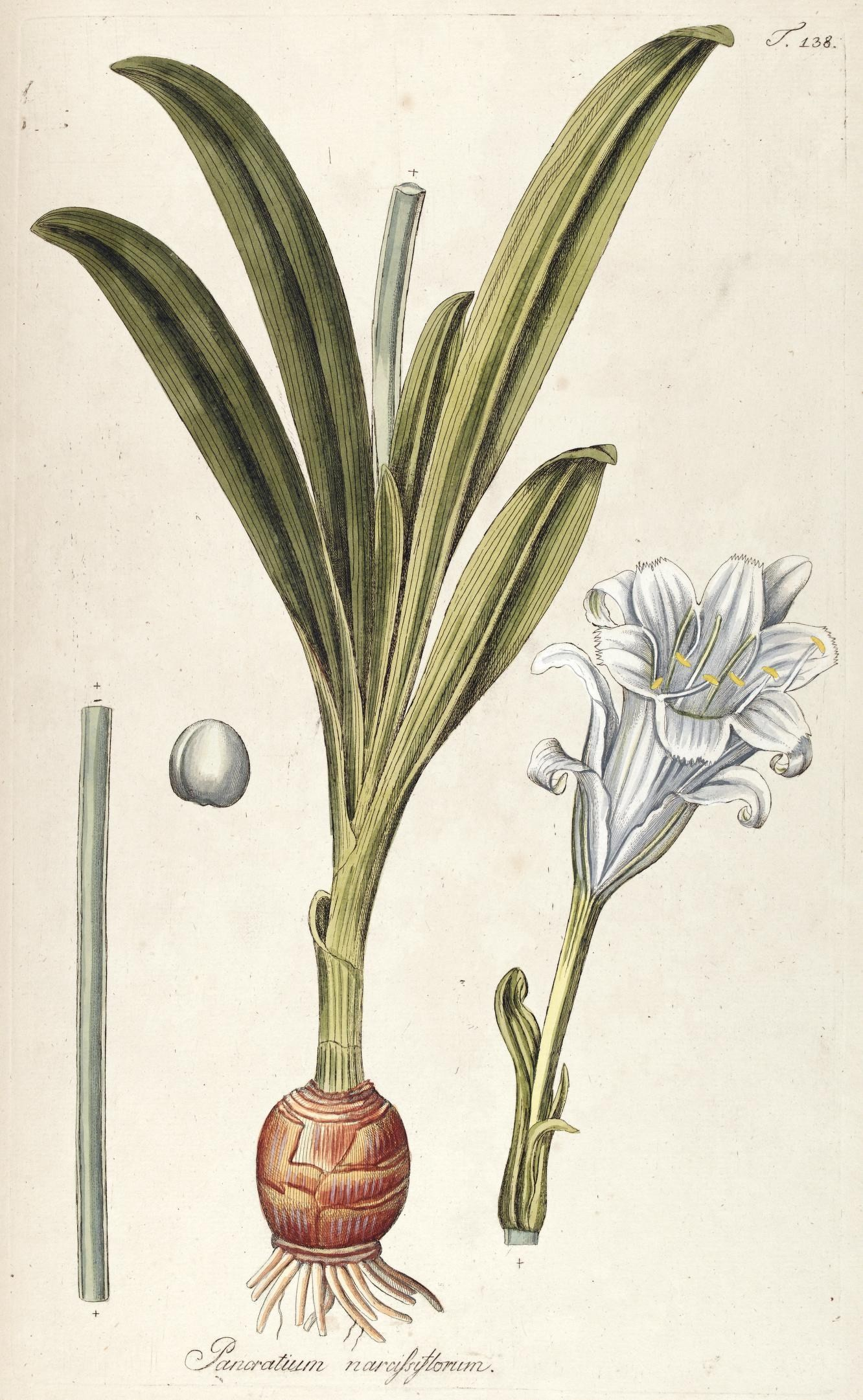
T. 138 Fragmenta botanica, figuris coloratis illustrata.

Ismene narcissiflora , a été décrite par Nikolaus Joseph von Jacquin et Max Joseph Roemer , publié dans  Familiarum Naturalium Regni Vegetabilis Monographicae 4: 186, en 1847 .

### Synonymes
- Pancratium narcissiflorum Jacq., Fragm. Bot.: 68. 1807. Basionyme
- Hymenocallis narcissiflora (Jacq.) J.f.macbr., Publ. Field Mus. Nat. Hist., Bot. Être. 11: 11. 1931.
- Hymenocallis calathina (Herb.) G.Nicholson, Ill. Dict. Gard. 2: 165. 1885.
- Ismene calathiformis (F.Delaroche) M.Roem., Fam. Nat. Syn. Monogr. 4: 186. 1847.
- Ismene calathina Herb., Appendix: 46. 1821.
- Ismene tagliabuei M.Roem., Fam. Nat. Syn. Monogr. 4: 186. 1847.
- Pancratium calathinum Ker Gawl., Bot. Reg. 3: T. 215. 1817, nom. illeg.
- Pancratium calathiforme F.Delaroche in P.j.redouté, Liliac. 6: T. 352. 1812.
- Siphotoma calathina (Herb.) Raf., Fl. Tellur. 4: 22. 1838[5],[1].

### voir aussi
- Ismene × deflexa
- Ismene longipetala